# Проблемный
«Пробле́мный» (англ. Problemista) — американский сюрреалистический комедийный фильм 2023 года. Сценаристом, сопродюсером и постановщиком фильма является Хулио Торрес. В главных ролях сам Торрес, Тильда Суинтон, RZA, Изабелла Росселлини и Грета Ли.
Мировая премьера фильма состоялась на фестивале South by Southwest 13 марта 2023 года. Однако из-за продолжающейся забастовки SAG-AFTRA выпуск фильма был перенесен с первоначальной даты выпуска в августе 2023 года.

## Актёрский состав
- Хулио Торрес — Алехандро[2]
- Тильда Суинтон — Элизабет[2]
- RZA — Бобби[2]
- Изабелла Росселлини — рассказчик[2]
- Каталина Сааведра — Долорес[2]
- Джеймс Скалли — Бингэм[2]
- Лейт Накил — Халил[2]
- Спайк Эйнбиндер — Спрея[2]
- Грета Ли — Далия[2]
- Ларри Оуэнс — Craigslist [2]
- Келли МакКормак — Шэрон[2]
- Грета Тительман — Селеста[2]
- Меган Сталтер — Лили[2]

## Производство
В июле 2021 года было объявлено, что Тильда Суинтон сыграет главную роль в фильме, а Хулио Торрес будет режиссировать его по написанному им сценарию, при этом Эмма Стоун будет продюсером под своим знаменем «Fruit Tree», а производством, финансированием и дистрибуцией займется компания A24. В ноябре 2021 года к актёрскому составу фильма присоединились RZA, Изабелла Росселлини, Грета Ли, Спайк Эйнбиндер, Лейт Накил, Ларри Оуэнс, Джеймс Скалли и Грета Тительман. Эмма Стоун работает продюсером под своим баннером «Fruit Tree».
Съёмочный период начался в ноябре 2021 года в Нью-Йорке.

## Премьера
Мировая премьера фильма состоялась на фестивале South by Southwest 13 марта 2023 года. Ранее планировалось выпустить фильм 4 августа 2023 года, однако из-за забастовки SAG-AFTRA фильм был перенесён на неопределённый срок.

## Реакция
На сайте-агрегаторе Rotten Tomatoes фильм имеет рейтинг 95 % на основе 22 обзоров критиков со средней оценкой 8,1/10. На Metacritic, который присваивает средневзвешенное значение, сериал получил 74 балла из 100 на основе семи обзоров, указывающих на «в целом положительные отзывы».

## Внешние ссылки
- «Проблемный» (англ.) на сайте Internet Movie Database